# ريان واتس
ريان واتس (بالإنجليزية: Ryan Watts)‏ هو لاعب كرة قدم بريطاني في مركز نصف الجناح، ولد في 18 مايو 1988 في Greenford ‏ في المملكة المتحدة. لعب مع تونبريدج أنغلز ونادي بارنت ونادي برينتفورد ونادي ويلدستون لكرة القدم.

## وصلات خارجية
- ريان واتس على موقع قاعدة بيانات كرة القدم.إي يو (الإنجليزية)
- ريان واتس على موقع Soccerbase.com (لاعب) (الإنجليزية)
- ريان واتس على موقع Soccerway.com (الإنجليزية)